# Tybrind vig
Tybrind vig ist ein Fundplatz der Ertebølle-Kultur auf Fünen in Dänemark. Der Fundplatz datiert zwischen 5600 und 4000 v. Chr.

## Lage
Tybrind vig liegt 13 km südöstlich von Middelfart, etwa 250 Meter vom Strand und drei Meter unter dem Meeresspiegel der Ostsee. Der einst küstennahe Wohnplatz versank mit dem postglazialen Meeresspiegelanstieg und der Landsenkung unterhalb der „Kippachse Dänemarks“ im Meer. Mehr als 2500 steinzeitliche Siedlungen sind mittlerweile in Dänemark bekannt, die durch den Anstieg des Meeresspiegels heute unter Wasser liegen.
Die Siedlung von mesolithischen Jäger Sammlern und Fischern lag nahe einer Flussmündung in einer flachen Brackwasser-Bucht, die wegen einer vorgelagerten Insel nur schmale Verbindungen zum Kleinen Belt hatte. Die eigentliche Siedlung ist weitestgehen erodiert, erhalten hat sich eine Abfallschicht im Spülsaum der Ostsee.

## Ausgrabung
Tybrind vig wurde 1975 entdeckt. Es war der erste Fundort in Dänemark, der zwischen 1977 und 1987 als Unterwasserausgrabung unter der Leitung von Sören H. Andersen (geb. 1942) untersucht wurde. Die Siedlung weist zwei Schichten auf, die untere gehört zur akeramischen Phase der Ertebölle-Kultur und datiert 5600–4750 v. Chr. (cal). Die Ablagerungen bestehen aus sandiger Gyttja, die Muschelschalen, Steine und Baumstämme enthält. Die obere Schicht, eine dicke Lage brauner, homogener Gyttja mit vereinzelten Molluskenresten datiert in die späte Ertebölle-Kultur, 4750–4000 v. Chr. (cal.) oder Dyrholmen II Phase.

## Funde
Die Taucher fanden gut erhaltene Artefakte der Ertebølle-Kultur: Keramik, Feuersteingeräte, Werkzeuge aus Knochen, Horn und Holz.

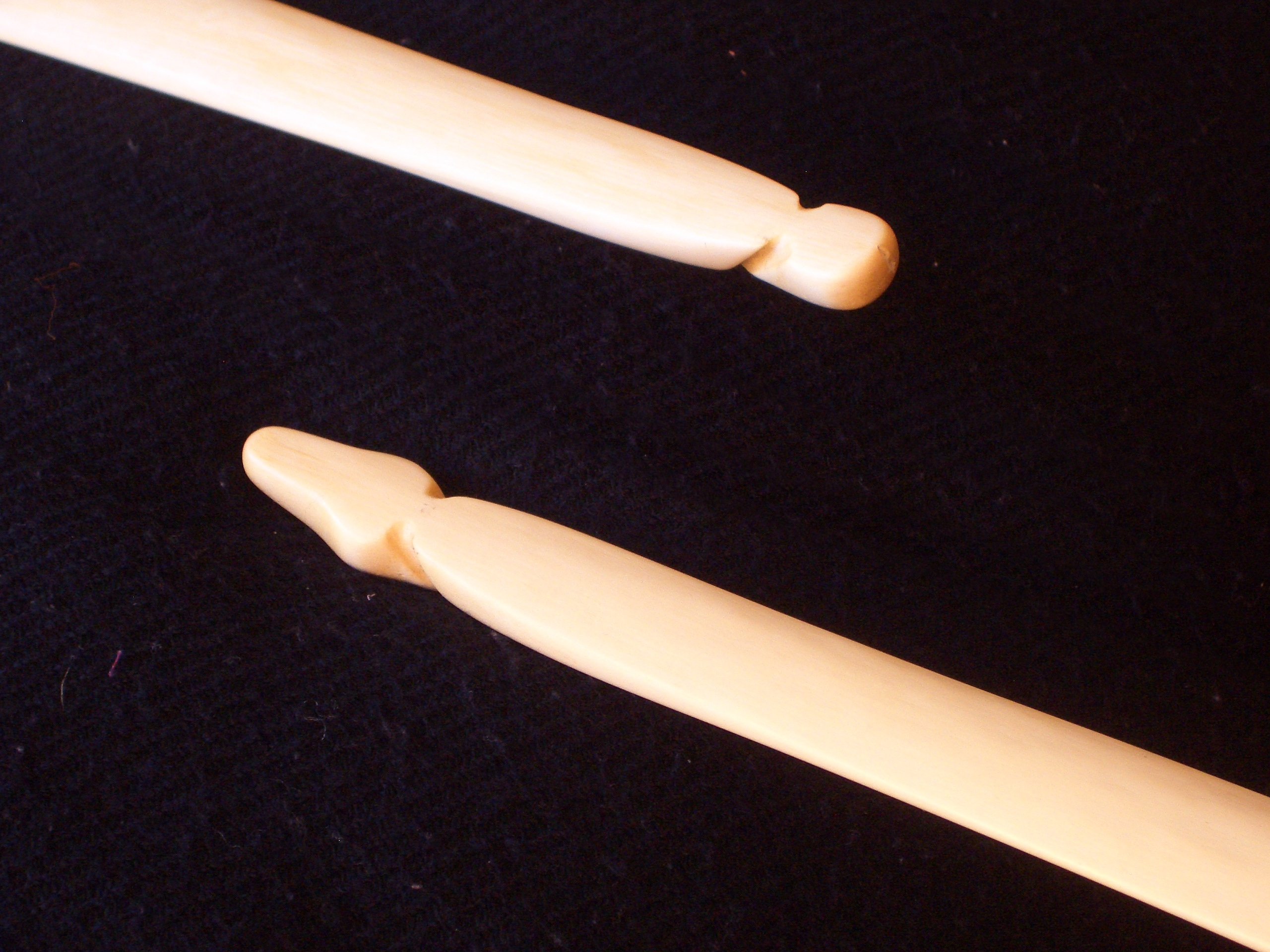
Enden eines im Tybrind-vig-Stil gefertigten Bogens

Zu den bemerkenswerten Funden gehören einige der ältesten Textilien Nordeuropas. Sie waren in einer Abart der Nadelbindung aus Weidenbast gefertigt.
In Tybrind vig wurden außerdem drei Einbäume aus Lindenholz und teilweise verzierte, herzförmige Paddel aus Eschenholz gefunden. Von Einbaum I sind 9,5 m (95 %) erhalten, während von den Einbäumen II und III nur 3,2 bzw. 5,2 m erhalten sind. Im Heck von Einbaum I und II lagen auf einer Tonlinse von 60 × 35 cm und bis zu 3 cm Dicke, auf dem Boden des Bootes Herdstellen.

## Ernährung
Reste von Fischzäunen, Angelhaken, Reusen und Fischspeeren belegen den Fischfang. Unter den Säugetierknochen überwiegen Rothirsch, Rehe und Wildschweine. Es wurden insgesamt etwa 5000 Knochen geborgen, von denen 4330 bestimmbar waren. Sie stammen überwiegend aus dem Zeitraum zwischen 5700 und 5200 BP.
Eine Untersuchung der Pflanzenreste ergab, dass Pflanzen in der Ernährung eine wichtige Rolle spielten.
Isotopenwerte (δC und δN) zeigen, dass Individuum F vor allem terrestrische Nahrungsmittel zu sich nahm.
Lipidanalysen von 46 Gefäßen zeigten vor allem marine Biomarker.
Nach einer Analyse der Rothirschknochen (26 Individuen) schloss Trolle-Lassen auf eine ganzjährige Nutzung der Siedlung. Im Gegensatz dazu verweist Peter Rowlwy-Conwy (geb. 1951) darauf hin, dass fast alle Tiere zwischen Juli bis Oktober getötet wurden und hält die Siedlung daher für saisonal. Um diese Annahmen zu überprüfen, analysierte Carter sieben Zähne von Rothirsch, nach deren Altersstruktur war die Siedlung ganzjährig in Benutzung. Die Haupt-Jagdsaison für Rotwild war in der Tat Juli bis Oktober, im späten Winter wurde die Ernährung wohl durch Meerestiere ergänzt. Tybrind vig wird als Beleg für eine vermehrte Sesshaftigkeit in der späten Ertebölle-Kultur angeführt.
Pelztiere wurden gejagt oder in Fallen gefangen, aber nicht unbedingt gegessen. Belegt sind Baummarder, Dachs, Frettchen, Fuchs, Otter und Wildkatze. So wurden zum Beispiel 658 Baummarderknochen gefunden, meist in Form kompletter Skelette, bis zu sechs Individuen zusammen. Die Skelette haben Schnittspuren am Schädel, den Unterkiefer, dem Pelvis und den Extremitäten.

## Menschliche Überreste
Die Toten der Ertebølle-Wohnplätze von Vedbæk und Skateholm (Schweden) wurden in unmittelbarer Nähe des Wohnplatzes begraben. Ähnlich war es an der Tybrind vig. Das Grab einer 13 bis 14 Jahre alten Frau und eines drei Monate alten Kindes und die Knochen und Knochenfragmente von mindestens zwei weiteren Personen wurden geborgen. Eines der Schädelfragmente stammt wahrscheinlich von einem Mann und trägt die Spuren von zwei verheilten Läsionen. Grabbeigaben wurden nicht gefunden, aber das Wasser hatte das Grab so sanft „ausgegraben“, dass selbst die Knochen des Kindes noch in situ lagen. Eine C14-Datierung ordnet sie der frühesten Phase der Ertebølle-Kultur zu. Bestattung F lieferte ein Datum von 6750±80 BP (K-3558).